# Lijst van platenlabels I
Dit is een lijst van platenlabels met als beginletter een I.
- Igloo Records
- III Records
- InsideOut Music
- Instant Composers Pool
- In The Fishtank
- Island Records